# Georges Fournier (astronome)
Pour les articles homonymes, voir Georges Fournier (homonymie) et Fournier.
Georges Fournier (1881-1954) est un instituteur et astronome français. Il commence sa carrière d'Instituteur en 1900  à Charenton, et devient titulaire en 1903. Parallèlement, il travaille comme astronome à la Société astronomique de France, dont il devient Administrateur. Il est connu principalement pour ses travaux sur la planète Mars. Officier d’Administration de réserve au Service de Santé des Armées, il effectue entre 1906 et 1914 plusieurs périodes militaires dans différents hôpitaux de campagne de la 11e Région militaire. Pendant la guerre de 14-18, il devient gestionnaire de l’Ambulance de Villers-Marmery en Champagne. Il reçoit la Croix de Guerre en  1917. Après la 2e guerre mondiale, il devient président de la Société archéologique et historique de Chelles. Il est nommé chevalier de la Légion d'honneur en 1952.

## Biographie
Georges Isidore Valentin Fournier naît le 21 novembre 1881 à Rouvray, en Côte d'Or.
Son père, Jean-Baptiste Fournier, jeune veuf remarié cette même année, est marchand de mercerie. Il a quarante- deux ans à la naissance de son fils. Sa mère, Berthe Bauby, est alors âgée de dix-sept ans.
En 1884, naît à Rouvray son jeune frère Valentin François Emile.
Georges Fournier n'a que cinq ans au décès de son père en août 1887 à Rouvray. Sa mère reprend alors le commerce de mercerie avec deux jeunes enfants à charge.
En 1895, Georges obtient une bourse d'internat à l'école primaire supérieure de Montbard.
L'école est située dans l'Hôtel de Buffon à Montbard, distant d'une trentaine de kilomètres de Rouvray.
Deux ans plus tard, en 1897, il poursuit ses études à Paris en vue de devenir instituteur. Il y fait la rencontre d'un passionné d'astronomie, Gaëtan Blum, au sein de l'Ecole d'Instituteurs de la Seine.
Il découvre ainsi la Société astronomique de France grâce à Gaëtan Blum. C'est là qu'il fait la connaissance des Gnomes, nom que se donnent entre eux les jeunes astronomes travaillant aux côtés de Camille Flammarion, comme Ferdinand Quénisset, André Bloch, Emile Touchet, etc.
Il adhère à la Société en 1898, et en devient le 1945e membre.
En 1900, Georges Fournier commence sa carrière d'Instituteur à Charenton, et devient titulaire en 1903.
Il observe la planète Mars à l'observatoire de la Société, avec beaucoup de détails que Camille Flammarion inclut en 1901 dans le second volume de son ouvrage La Planète Mars.
À vingt ans, en novembre 1901, il est « engagé volontaire pour 3 ans » dans le 102e régiment d'infanterie, en tant que « membre de l'Instruction publique ». Il est nommé caporal le 20 septembre 1902, et à cette date, envoyé en congé en attendant son passage dans la réserve de l'armée active.
Il se retire au 31, rue Saint André des Arts à Paris, 6e, et épouse en 1903 dans ce même arrondissement, Marie Marguerite Gaillardin, originaire de Rouvray. Le couple s'installe alors à Saint-Ouen, au 65, avenue Michelet.
En 1904, son fils Raymond Valentin naît à Saint-Ouen. Georges Fournier réside alors au 11, rue des Entrepreneurs, à Saint-Ouen. Instituteur titulaire adjoint dans cette commune, rue des Rosiers, il est transféré à Paris, 18e, rue Flocon.
Dès 1906, Georges Fournier assure un cours d'astronomie à l'observatoire de la Société astronomique de France.
Il réside alors au 81, rue du Mont-Cenis à Paris 18e à la naissance de sa fille Georgette.
Le 4 octobre 1906, il est nommé Officier d’Administration de 3e classe de Réserve au Service de Santé de la 11e Région. Il est successivement affecté dans divers hôpitaux de campagne du 11e Corps.
Au sein de la Société astronomique de France, il fait la connaissance de l'astronome amateur et fortuné René Jarry-Desloges. Ce dernier fait appel à Georges Fournier et à son jeune frère Valentin, également astronome comme son frère ainé, pour des campagnes d'observation planétaires « temporaires et mobiles ».
En 1907, une station astronomique est installée au Mont Revard, en Savoie, à 1562 m d'altitude. En juin 1909, elle est transférée au Massegros, en Lozère, à 900 m d'altitude. La même année, une nouvelle station est installée au Mont Revard.
Georges Fournier est crédité de la découverte de nuages sur la planète Mars.
Sa fille, Germaine Léonie Fournier naît le 31 décembre 1909, rue du Mont-Cenis, Paris 18e.
La station du Revard est à son tour déplacée dans la Beauce, à Toury, en Eure-et-Loir, jusqu'en mars 1910.
Le 16 mars 1911, naît son fils Lucien Emile Fournier au 79, boulevard Ornano, Paris 18e.
Cette même année, Georges Fournier est chargé d'une étude approfondie sur documents afin de déterminer l'emplacement idéal pour l'implantation d'une nouvelle station astronomique en Algérie.
Membre du Conseil de la Société astronomique de France, il se partage entre son « Cours d'astronomie théorique et pratique » qui se tient le mercredi, et cette étude d'implantation d'un observatoire en Algérie.
La ville de Sétif répond parfaitement aux exigences. L'équipement, transféré de Toury à Sétif, permet à Georges Fournier la poursuite des observations d'octobre 1911 à février 1912. Durant cette période, la station de Massegros fonctionne à plein régime également, sous la houlette de Georges Fournier et de son jeune frère Valentin, puis exclusivement de celui-ci, de septembre à février.
Dans le même temps, s'intercalent pour Georges Fournier des périodes d'activités militaires au sein du 11e Corps : une affectation à l'Hôpital de Campagne n°2 en mars 1912, suivie de sa promotion en tant qu'Officier d'administration de 2ème classe le 31 décembre 1912, puis d’une affectation à l'Hôpital de Campagne n°9 en janvier 1913.
Entre temps, le 19 août 1912, son fils Henri Fernand Émile naît à Rouvray-Saint-Denis en Eure-et-Loir, à une dizaine de kilomètres de la station de Toury où officie Georges Fournier.
Dès 1913, Georges Fournier s'installe définitivement au 11, avenue Anne, à Chelles, en Seine-et-Marne.
D'octobre 1913 à février 1914, disposant d’une courte pause militaire, Georges Fournier poursuit ses observations à Sétif à l'aide d'un nouvel objectif de 50 cm de diamètre fabriqué par Émile Schær. Les observations conjointes des frères Fournier, assorties des synthèses de René Jarry-Desloges, paraissent dans les « Observations des surfaces planétaires ».
En avril 1914, il est affecté à l’Ambulance n°9 du 11e Corps, à Villers-Marmery dans la Marne. A la déclaration de guerre le 1er août 1914, il  est « rappelé à l'activité » par décret de mobilisation générale, et rejoint cette même Ambulance, en tant que gestionnaire. En 1915, alors que la guerre fait rage, il dresse en sa qualité d'officier d'état civil l'acte de décès des très nombreux combattants « décédés à  l'Ambulance » installée dans le village. Ce lieu deviendra ensuite une  nécropole nationale, regroupant les dépouilles des soldats morts pour la France lors des combats survenus dans cette région.
En 1917, Georges Fournier est affecté au Centre spécial de réforme de Nantes, puis à la Direction du Service de Santé, au service du matériel. Il reçoit du commandement militaire la Croix de Guerre pour conduite exceptionnelle pendant la guerre. Il est démobilisé en février 1919, et reprend dans la foulée son « cours régulier d'astronomie élémentaire ».
Au sortir de la guerre en 1919, le prix des Dames lui est décerné par la Société astronomique de France.
En 1921, il est promu Officier d'Académie. En 1922, il reçoit la Médaille Commémorative décernée par la Société Astronomique de France, et en 1923, le prix de la planète Mars.
Le 14 décembre en 1925, il est récipiendaire du prix Lalande attribué par l'Académie des sciences de France.
En 1929, il est détaché au titre « d'instituteur cours complémentaire », et deux ans plus tard, le 16 Juillet 1931, il est nommé Officier de l’Instruction Publique.
En 1934, il reçoit la Médaille de bronze, et l'année suivante, en 1935, devient professeur cours complémentaire jusqu'à sa retraite en 1938. Il reçoit alors la Médaille d'argent.
En 1946, au sortir de la deuxième guerre mondiale, Georges Fournier, déjà bibliothécaire de la ville de Chelles, devient Président de la Société archéologique et historique de Chelles.
Il reçoit le prix Camille Flammarion cette même année 1946.
Il est nommé chevalier de la Légion d'honneur en 1952.
Il meurt à Chelles le 1er décembre 1954. Une école élémentaire de la commune porte son nom.
En son honneur en 1973 , son nom est donné au cratère Fournier sur Mars, un cratère d'impact de 118 km de diamètre, situé dans le quadrangle d'Iapygia, dans la région de Tyrrhena Terra.

## Publications
- « Un demi-siècle à l'observatoire de la Société astronomique de France », L'Astronomie, vol. 64,‎ 1950, p. 325-340 et 386-394 (lire en ligne).
- « René Jarry-Desloges et ses stations astronomiques », L'Astronomie, vol. 65,‎ 1951, p. 388 à 395 (lire en ligne).